# Sándor Varjas
Sándor Varjas es un deportista húngaro que compite en vela en la clase Soling. Ganó cinco medallas en el Campeonato Europeo de Soling entre los años 2018 y 2023.

## Palmarés internacional
| Campeonato Europeo | Campeonato Europeo          | Campeonato Europeo | Campeonato Europeo |
| Año                | Lugar                       | Medalla            | Clase              |
| ------------------ | --------------------------- | ------------------ | ------------------ |
| 2018               | Alsóörs (Hungría)           | Medalla de oro     | Soling             |
| 2019               | Torbole (Italia)            | Medalla de plata   | Soling             |
| 2021               | Mandello del Lario (Italia) | Medalla de plata   | Soling             |
| 2022               | Attersee (Austria)          | Medalla de plata   | Soling             |
| 2023               | Warnemunde (Alemania)       | Medalla de plata   | Soling             |